# Atropoides nummifer
Atropoides nummifer là một loài rắn trong họ Rắn lục. Loài này được Rüppell mô tả khoa học đầu tiên năm 1845.

## Hình ảnh

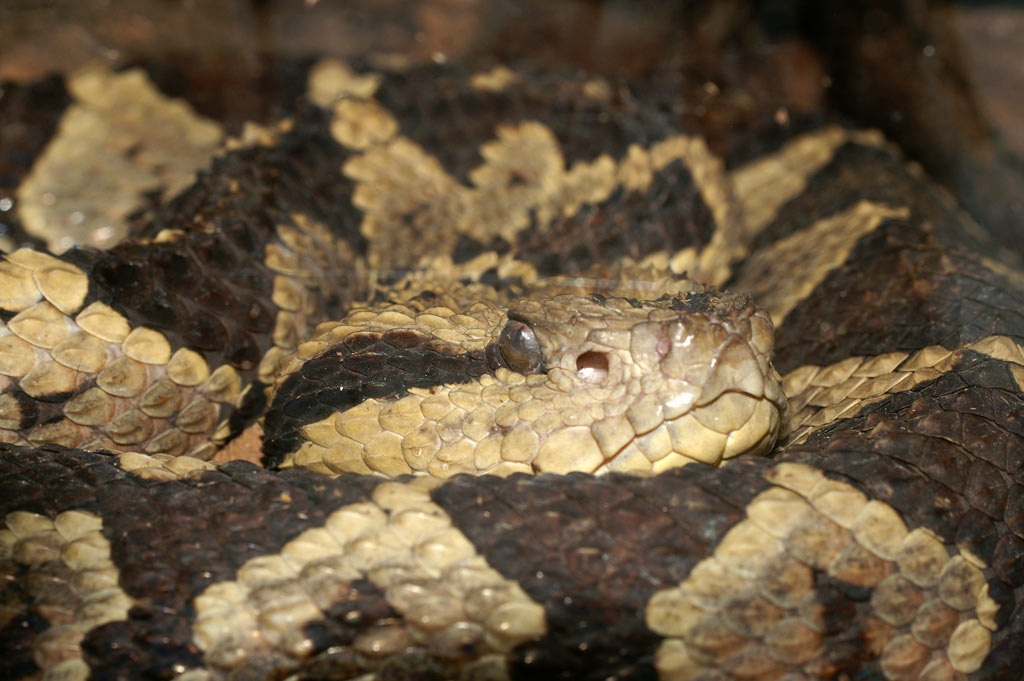
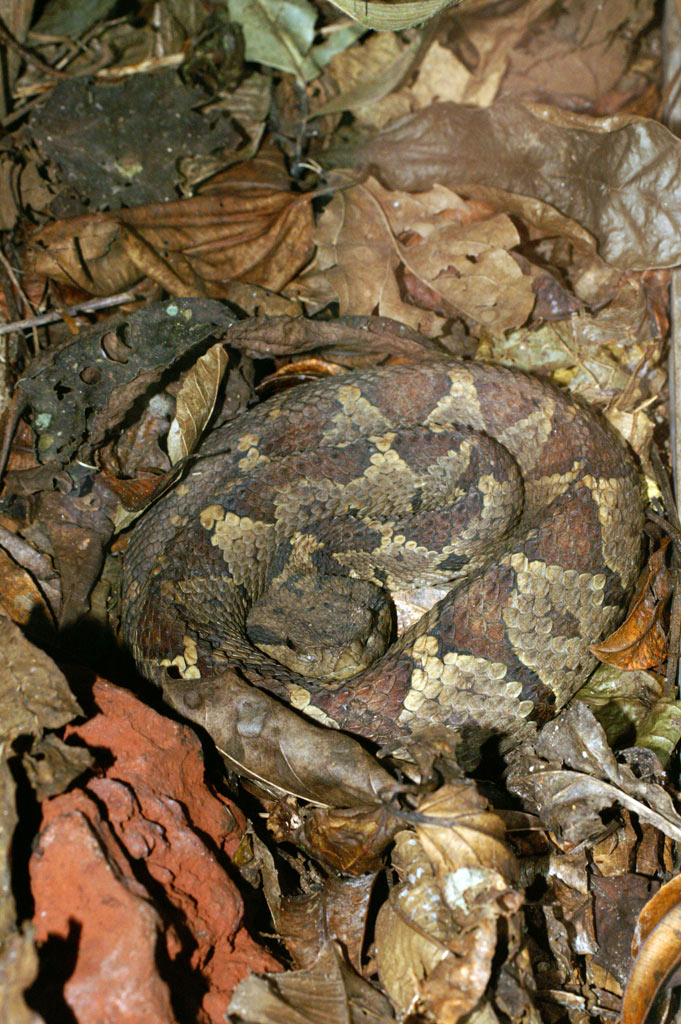